# Хенри (окръг, Вирджиния)
Вижте пояснителната страница за други значения на Хенри.
Окръг Хенри (на английски: Henry County) е окръг в щата Вирджиния, Съединени американски щати. Площта му е 995 km², а населението - 47 286 души (2000). Административен център е град Мартинсвил.